# Benjamin Kruse
Benjamin Kruse (* 4. Mai 1978 in Hamburg) ist ein ehemaliger deutscher Fußballspieler.

## Karriere
Kruse begann mit dem Fußballspielen in der Jugend des Bramfelder SV. Im Jahr 1996 rückte er in die erste Mannschaft auf. Ein Jahr später wechselte er zum Regionalligisten 1. SC Norderstedt.
Im Jahr 2000 verpflichtete ihn der Hamburger SV. Am 28. Oktober 2000 gab er am 10. Spieltag der Saison 2000/01 bei der 2:1-Auswärtsniederlage gegen die SpVgg Unterhaching sein Bundesliga-Debüt, als er 27 Minuten vor dem Ende für den verletzten Andrej Panadić eingewechselt wurde. Er wurde vorrangig in der zweiten Mannschaft eingesetzt, die in der Fußball-Oberliga Nord spielte, und absolvierte für die erste Mannschaft nur zwei Partien in der Bundesliga und eine im DFB-Pokal. 2001 wechselte er zum SC Freiburg. Dort stieg er in die 2. Bundesliga ab und anschließend direkt wieder auf. Für die Breisgauer kam er auf 18 Einsätze.
2003 ging er zum Zweitligisten MSV Duisburg. Nach zwei Saisons mit nur sechs Ligaeinsätzen kehrte er nach Hamburg zurück und ließ seine Karriere beim damaligen ASV Bergedorf 85 (heute: FC Bergedorf 85) ausklingen.